# (289) Nenetta
(289) Nenetta – planetoida z pasa głównego asteroid okrążająca Słońce w ciągu 4 lat i 317 dni w średniej odległości 2,87 j.a. Została odkryta 10 marca 1890 roku w Observatoire de Nice w Nicei przez Auguste Charloisa. Nazwa planetoidy pochodzi od francuskiego słowa nenetta, które w języku potocznym oznacza frywolną kobietę.